# Poortgebouw Kasteel Arcen
Het poortgebouw is de monumentale ingang van Kasteel Arcen in de Nederlandse plaats Arcen.

## Geschiedenis
In 1653 werd het gebouw gebouwd en vormt de toegang tot de voorburcht.
Tegen het einde van 2014 werd het dak van het gebouw wegens achterstallig onderhoud vervangen.

## Gebouw
Het poortgebouw heeft ene haakvormig plattegrond en bevindt zich op de noordwesthoek van het kasteeleiland. Aan weerszijden bevindt zich een vleugel. Het poortgebouw zelf heeft een duivenzolder. De achtkantige knobbelspits is bedekt met dakleien. Aan de binnenzijde bevindt zich boven de poort de wapensteen uit 1763.
Het poortgebouw gold oorspronkelijk als pendant van het koetshuis.